# Aisan Racing Team/Saison 2012
Dieser Artikel listet Erfolge und Fahrer des Radsportteams Aisan Racing Team in der Saison 2012 auf.

## Erfolge in der UCI Asia Tour
In der Saison 2012 gelangen dem Team nachstehende Erfolge in der UCI Asia Tour.
| Datum         | Rennen                      | Kat. | Sieger            |
| ------------- | --------------------------- | ---- | ----------------- |
| 27. Mai       | 6. Etappe Tour of Japan     | 2.2  | Taiji Nishitani   |
| 4. Juni       | 1. Etappe Tour de Singkarak | 2.2  | Masakazu Itō      |
| 9. Juni       | 6. Etappe Tour de Singkarak | 2.2  | Yasuharu Nakajima |
| 11. September | 4. Etappe Tour of China I   | 2.1  | Taiji Nishitani   |

## Platzierungen in UCI-Ranglisten
| UCI Continental Circuit | Platz |
| ----------------------- | ----- |
| UCI Asia Tour 2012      | 6     |

## Zugänge – Abgänge
| Zugänge       | Team 2011 | Abgänge           | Team 2012  |
| ------------- | --------- | ----------------- | ---------- |
| Kouske Makino | Neoprofi  | Tomohiro Hayakawa | Team Nippo |
| Reo Mashima   | Neoprofi  | Daishi Tajiri     | Unbekannt  |

## Mannschaft
| Name               | Geburtstag         | Nationalität |
| ------------------ | ------------------ | ------------ |
| Takeaki Ayabe      | 5. September 1980  | Japan        |
| Shinpei Fukuda     | 22. November 1987  | Japan        |
| Masakazu Itō       | 12. Juni 1988      | Japan        |
| Nozomu Kimori      | 1. Februar 1989    | Japan        |
| Ginji Kurokawa     | 16. November 1989  | Japan        |
| Kouske Makino      | 6. Juni 1985       | Japan        |
| Reo Mashima        | 26. Februar 1986   | Japan        |
| Kazuhiro Mori      | 17. September 1982 | Japan        |
| Yasuharu Nakajima  | 27. Dezember 1984  | Japan        |
| Taiji Nishitani    | 1. Februar 1981    | Japan        |
| Masahiro Shinagawa | 15. Februar 1982   | Japan        |
| Ryuta Sugiura      | 2. Mai 1989        | Japan        |
| Ken’ichi Suzuki    | 7. Mai 1981        | Japan        |